# 阿拉伯飲食

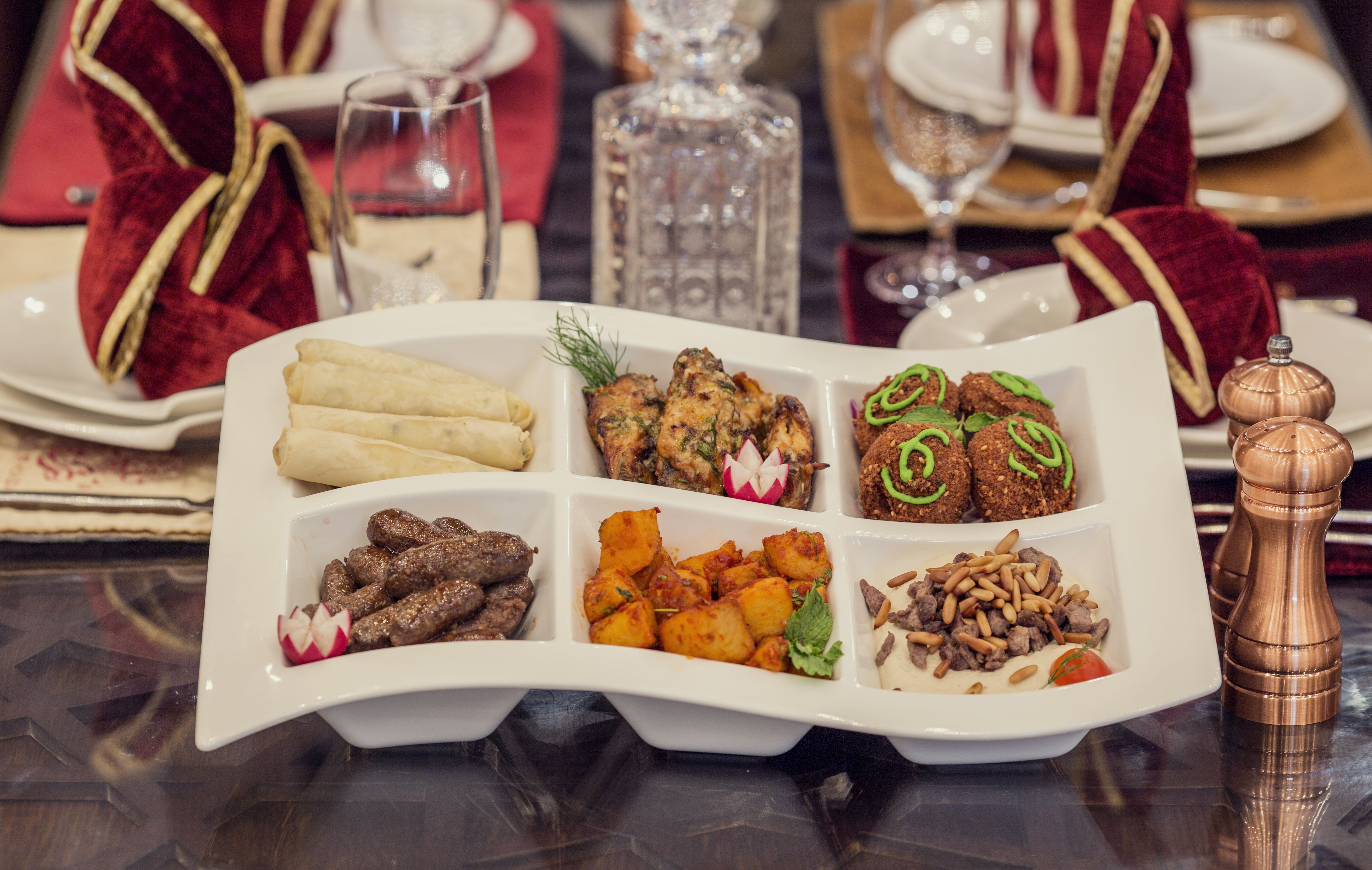
一盤阿拉伯風味開味小菜

阿拉伯飲食是阿拉伯世界的人吃的食物，西至马格里布東至马什里克廣大地區的人的飲食都算作阿拉伯飲食。 阿拉伯飲食已有数百年历史。阿拉伯各個地區的飲有许多相似之处，但也有各自独特的传统。阿拉伯人的主食是面饼和手抓饭，菜餚則以烧烤的牛羊肉为主，當地人不喝酒。